# St. Valentin (Wintersbach)

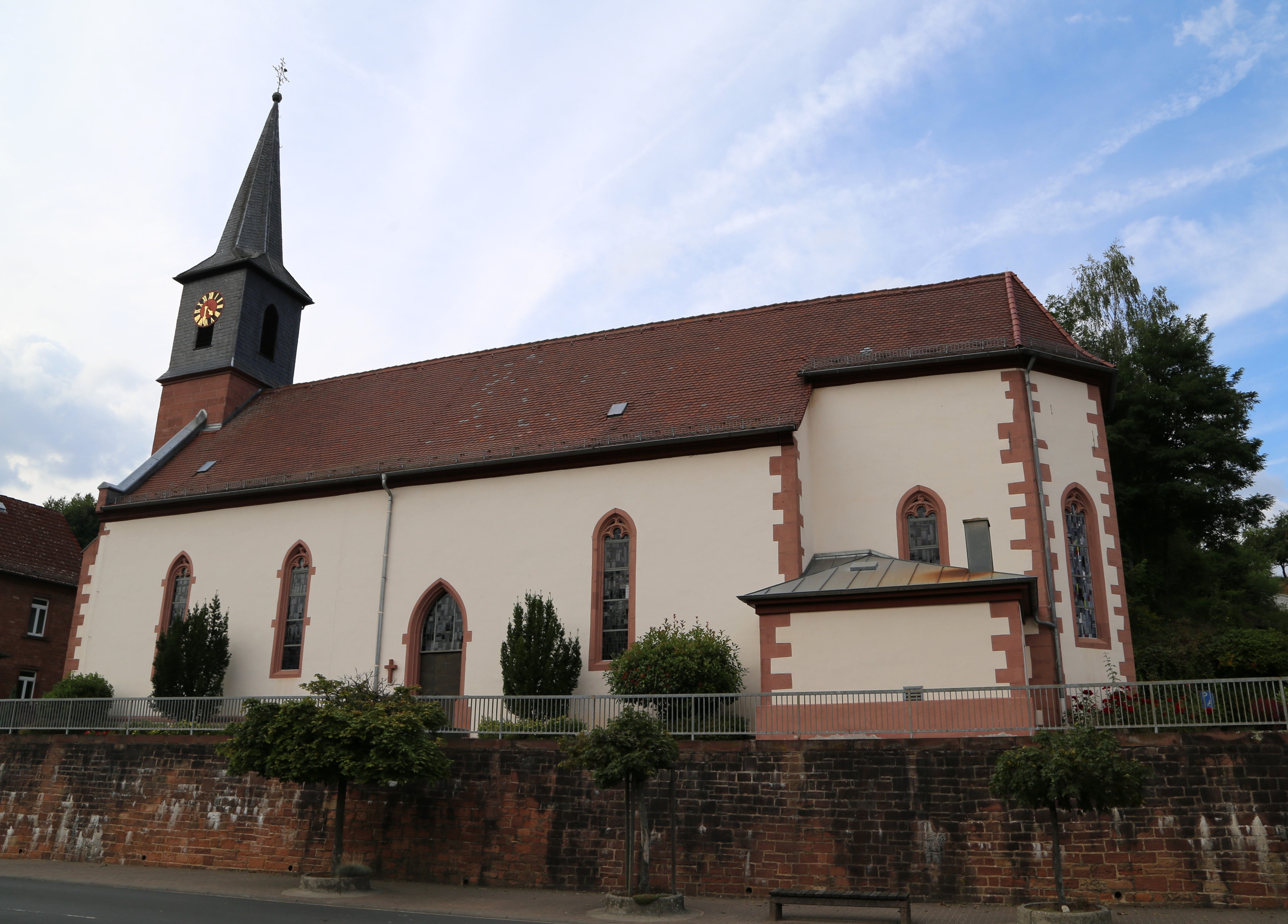
St. Valentin (Wintersbach)

Die römisch-katholische, denkmalgeschützte Pfarrkirche St. Valentin steht in Wintersbach, einem Gemeindeteil der Gemeinde Dammbach im Landkreis Aschaffenburg (Unterfranken, Bayern). Die Kirche ist unter der Denkmalnummer D-6-71-160-1 als Baudenkmal in der Bayerischen Denkmalliste eingetragen. Die Pfarrei gehört zur Pfarreiengemeinschaft Maria Regina im Spessart (Heimbuchenthal) im Dekanat Aschaffenburg-Ost des Bistums Würzburg.

## Beschreibung
Die Saalkirche wurde im Kern 1615 erbaut und 1892 umgestaltet. Sie besteht aus einem Langhaus, das mit einem Satteldach bedeckt ist, einem eingezogenen, dreiseitig geschlossenen Chor im Osten und einem 1892 gebauten neugotischen Fassadenturm im Westen, dessen schieferverkleidetes oberste Geschoss die Turmuhr und den Glockenstuhl mit vier Kirchenglocken beherbergt, auf dem ein achtseitiger Knickhelm sitzt. Zur Kirchenausstattung gehört eine halbhohe Statue des Valentin von Terni aus dem 15. Jahrhundert und eine neuzeitliche Kreuzigungsgruppe.